# 19-я гвардейская механизированная бригада
19-я гвардейская механизированная Лодзинская ордена Ленина, Краснознамённая, орденов Суворова и Богдана Хмельницкого бригада — гвардейская механизированная бригада Красной армии в годы Великой Отечественной войны.
Условное наименование — войсковая часть полевая почта (в/ч пп) № 24665.
Сокращённое наименование — 19 гв. мехбр.

## История формирования
Бригада была сформирована в апреле 1942 года как 1-я механизированная бригада, на основании директивы НКО СССР № 724218 от 31 марта 1942 года.
Приказом НКО СССР № 306 от 23 октября 1943 года 3-й танковый корпус был преобразован в 8-й гвардейский механизированный корпус, входившей в него 1-й механизированной Краснознамённой бригаде также было присвоено почётное звание «Гвардейская». Новый войсковой № 19-я гвардейская механизированная Краснознамённая бригада был присвоен директивой ГШ КА № орг/3/141028 от 30 октября 1943 года. Переформирование бригады происходило в районе города Сумы в период с 23 октября по 8 декабря 1943 года.

## Участие в боевых действиях
Период вхождения в действующую армию: 30 ноября 1943 года — 6 сентября 1944 года, 22 ноября 1944 года — 9 мая 1945 года.
С 9 по 20 декабря 1943 бригада в составе 8-го гвардейского механизированного корпуса 1-й танковой армии по железной дороге была передислоцирована в район: Грузьска, м. Бышев, Козичанка, где вошла в состав 1-го Украинского фронта и до 24 декабря занималась подготовкой к предстоящим действиям.
С 24 декабря 1943 года по 10 января 1944 года бригада в составе 8-го корпуса вела наступление в направлении: Соловиевка, Мошарино, Попельня, Войтовицы, Чернорудка, Вечеройце, Казатин, Кордышовка, Липовец, Россошь, Ильинцы, Ободное, Попивка, Войтовцы, Степановка, Ворновицы, Тавров, Жмеринка. С 10 по 20 января вела оборонительные бои в районах: Ворошиловка, Сутиски, Ульяновка, Липовец, Каминка.
21 января 1944 года бригада в составе 8-го корпуса выведена в резерв Ставки ВГК на доукомплектование, с 30 января по 7 марта дислоцировалась в районе: Ширмовка, Станелавка, Лощинцы.
С 8 по 20 марта бригада в составе 8-го корпуса совершила 360 километровый марш в район: Чернолюв-русский, Чернолюв-мазовесткий, Аниловка.
С 21 по 31 марта 1944 года бригада в составе 8-го корпуса вела наступательные бои в районах: Ступки, Романовка, Теребовля, Копычинцы, Чортков, Залещики, Коломыя, Бучач, Городенка, Гвозждилец, Тлумач, Станислав.
С 1 апреля по 10 мая бригада в составе 8-го корпуса оборонялась в районах: д. Надорожная, Бжезино, Бортники, Богородычин, Юзефовка, Пужники, Хоцимеж. С 10 по 26 мая 1944 года бригада оборонялась в районах: Пужники, Хоцимеж.
С 26 мая по 30 июня 1944 года бригада в составе 8-го корпуса, совершив 360 километровый марш, передислоцировалась в район: Дубено, где до 9 июля доукомплектовывалась и занималась боевой подготовкой.
С 10 по 13 июля бригада в составе 8-го корпуса вышла в исходный район: Иезараны, Носович, Лаврув, к 17 июля передислоцировалась: Горохув, Цехув, Селец. С 17 июля по 1 августа 1944 года бригада в составе 8-го корпуса наступала в направлении: Горохув, Ярослав, Перемышль, м. Баранув на реке Висла.
С 2 по 19 августа 1944 года бригада в составе 8-го корпуса вела бои по расширению Сандомирского плацдарма. С 20 августа по 2 сентября вела оборонительные бои в районах: Гайшуч, Яшув, Горбуза.
С 3 сентября 1944 года бригада была выведена из боя в резерв Ставки ВГК, в составе 8-го корпуса к 10 сентября 250 км комбинированным маршем передислоцировалась в район: Немиров, Коты, Нечаев, Голодувка, где до 26 ноября 1944 года доукомплектовывалась.
С 26 ноября по 1 декабря 1944 года бригада в составе 8-го корпуса 270 км комбинированным маршем передислоцировалась в район: Михов, Рудно, Лисобоки, где вошла в оперативное подчинение 1-го Белорусского фронта до 11 января 1945 года занималась боевой подготовкой.
С 14 января по 2 февраля 1945 года бригада в составе 8-го корпуса 1-й гвардейской танковой армии из района: Домашев, Полик, Обране наступала в полосе 8-й гвардейской армии в направлении: гор. Згеж, Александрув, Подембице, Уксеув, Конин, Врешен, гор. Познань, Кебниц, Бомст, Зельков, Кемнот, Франкфурт-на-Одере.
С 3 по 4 февраля бригада в составе 8-го корпуса была выведена из боя сосредоточилась в районе: Штольценберг, Латцен, Хорбрух, Цанцталь, где до 10 февраля приводила себя в порядок.
11 февраля 1945 года бригада в составе 8-го корпуса передислоцировалась в район: Вад-Шенфлис, Шмаргендорф, Руфен. С 12 по 18 февраля бригада в составе 8-го корпуса вела наступательные бои по ликвидации плацдарма противника на восточном берегу реки Одер.
С 18 по 26 февраля бригада в составе 8-го корпуса была выведена из боя дислоцировалась в районе: Хесельбуш, Карцич, Люксенбург. 27 февраля года бригада в составе 8-го корпуса передислоцировалась в район: Нойведель, Фриденау, где до 1 марта приводила себя в порядок.
С 1 по 7 марта бригада в составе 8-го корпуса вела наступательные бои по ликвидации Померанской группировки противника в районах: Шифельбайн, Драмбург, Бэльгард, Керлин.
С 8 по 10 марта бригада в составе 8-го корпуса была выведена из боя и дислоцировалась в районе: южнее г. Кёзлин, где вошла в оперативное подчинение 2-го Белорусского фронта и приводила себя в порядок.
С 11 по 25 марта бригада в составе 8-го корпуса вела наступательные бои в направлении: Кёзлин, Лунов, Лауэнбург, Нойштадт, Голодовкен, Маршау, Пустековицы, Гдыня.
С 26 по 31 марта бригада в составе 8-го корпуса была выведена из боя 400 км комбинированным маршем передислоцировалась в район: Нейдорф, Аренсдорф, где вошла в оперативное подчинение 1-го Белорусского фронта до 15 апреля доукомплектовывалась и занималась подготовкой к Берлинской операции.
16 апреля 1945 года бригада в составе 8-го корпуса передислоцировалась в исходный район (Кюстринский плацдарм): Штенциг, Шнудилов, Зеефельд.
С 16 по 24 апреля бригада в составе 8-го корпуса 1-й гвардейской танковой армии наступала в направлении: Заксендорф, Зеелов, Дидерсдорф, Марксдорфе, ст. Эркнер, Уленхорст, Фридрихсхаген, Вильгельмсхаген, Кёпеник, Адлерсхоф, Криц.
С 25 апреля по 2 мая бригада в составе 8-го корпуса вела уличные бои по овладению городом Берлин.
2 мая 1945 года бригада в составе 8-го корпуса была выведена из боя и сосредоточилась в районе: Целендорф, где до 11 мая приводила себя в порядок.

## Состав
При преобразовании в гвардейскую переведена на штаты:
- Управление бригады (штат № 010/420)
- 1-й мотострелковый батальон (штат № 010/421) (до 14.05.1944 445-й отдельный мотострелковый батальон)
- 2-й мотострелковый батальон (штат № 010/421) (до 14.05.1944 446-й отдельный мотострелковый батальон)
- 3-й мотострелковый батальон (штат № 010/421) (до 14.05.1944 447-й отдельный мотострелковый батальон)
- 457-й миномётный батальон (штат № 010/422)
- 461-й артиллерийский дивизион (штат № 010/423)
- Рота ПТР (штат № 010/424)
- Рота автоматчиков (штат № 010/425)
- Разведывательная рота (штат № 010/426)
- Рота управления (штат № 010/427)
- Рота технического обеспечения (штат № 010/428)
- Инженерно-минная рота (штат № 010/429)
- Автомобильная рота (штат № 010/430)
- Медико-санитарный взвод (штат № 010/431)
- Зенитно-пулемётная рота (штат № 010/451)
- 67-й гвардейский танковый полк (штат № 010/465) (бывший 14-й танковый полк)

## В составе
| Подчинение     | Подчинение            | Подчинение                     | Подчинение                              | Подчинение |
| Дата           | Фронт (военный округ) | Армия                          | Корпус                                  | Примечания |
| -------------- | --------------------- | ------------------------------ | --------------------------------------- | ---------- |
| 1.11.1943 года | 1-й Украинский фронт  | 1-я танковая армия             | 8-й гвардейский механизированный корпус | -          |
| 1.12.1943 года | 1-й Украинский фронт  | 1-я танковая армия             | 8-й гвардейский механизированный корпус | -          |
| 1.01.1944 года | 1-й Украинский фронт  | 1-я танковая армия             | 8-й гвардейский механизированный корпус | -          |
| 1.02.1944 года | 1-й Украинский фронт  | 1-я танковая армия             | 8-й гвардейский механизированный корпус | -          |
| 1.03.1944 года | 1-й Украинский фронт  | 1-я танковая армия             | 8-й гвардейский механизированный корпус | -          |
| 1.04.1944 года | 1-й Украинский фронт  | 1-я танковая армия             | 8-й гвардейский механизированный корпус | -          |
| 1.05.1944 года | 1-й Украинский фронт  | 1-я гвардейская танковая армия | 8-й гвардейский механизированный корпус | -          |
| 1.06.1944 года | 1-й Украинский фронт  | 1-я гвардейская танковая армия | 8-й гвардейский механизированный корпус | -          |
| 1.07.1944 года | 1-й Украинский фронт  | 1-я гвардейская танковая армия | 8-й гвардейский механизированный корпус | -          |
| 1.08.1944 года | 1-й Украинский фронт  | 1-я гвардейская танковая армия | 8-й гвардейский механизированный корпус | -          |
| 1.09.1944 года | 1-й Украинский фронт  | 1-я гвардейская танковая армия | 8-й гвардейский механизированный корпус | -          |
| 1.10.1944 года | Резерв Ставки ВГК     | 1-я гвардейская танковая армия | 8-й гвардейский механизированный корпус | -          |
| 1.11.1944 года | Резерв Ставки ВГК     | 1-я гвардейская танковая армия | 8-й гвардейский механизированный корпус | -          |
| 1.12.1944 года | 1-й Белорусский фронт | 1-я гвардейская танковая армия | 8-й гвардейский механизированный корпус | -          |
| 1.01.1945 года | 1-й Белорусский фронт | 1-я гвардейская танковая армия | 8-й гвардейский механизированный корпус | -          |
| 1.02.1945 года | 1-й Белорусский фронт | 1-я гвардейская танковая армия | 8-й гвардейский механизированный корпус | -          |
| 1.03.1945 года | 1-й Белорусский фронт | 1-я гвардейская танковая армия | 8-й гвардейский механизированный корпус | -          |
| 1.04.1945 года | 1-й Белорусский фронт | 1-я гвардейская танковая армия | 8-й гвардейский механизированный корпус | -          |
| 1.05.1945 года | 1-й Белорусский фронт | 1-я гвардейская танковая армия | 8-й гвардейский механизированный корпус | -          |

## Командование бригады

### Командиры бригады
- Липатенков, Фёдор Петрович (23.10.1943 — 29.01.1944), гвардии подполковник
- Кочур, Сергей Иванович (11.02.1944 — 18.03.1944), гвардии подполковник
- Липатенков Фёдор Петрович (18.03.1944 — 21.01.1945), гвардии полковник (погиб)
- Баранов, Андрей Григорьевич (21.01.1945 — 14.02.1945), гвардии майор, гвардии подполковник (ВРИД)
- Гаврилов Иван Васильевич (14.02.1945 — 26.04.1945), гвардии полковник (погиб)
- Баранов Андрей Григорьевич (26.04.1945 — 07.05.1945), гвардии подполковник (ВРИД)
- Лосяков, Николай Степанович (07.05.1945 — 10.06.1945), гвардии полковник[7][8]

### Заместители командира бригады по строевой части
- Баранов Андрей Григорьевич (21.01.1945 — 14.02.1945), гвардии майор, гвардии подполковник

### Начальники штаба бригады
- Богданов Николай Николаевич (23.10.1943 — 10.06.1945), гвардии подполковник[8]

## Отличившиеся воины
| Награда | Ф. И. О.                          | Должность                                                      | Звание  | Дата награждения | Примечания |
| ------- | --------------------------------- | -------------------------------------------------------------- | ------- | ---------------- | --- |
|         | Бушилов Михаил Иванович           | механик-водитель танка Т-34 67-го гвардейского танкового полка | гвардии | 10.01.1944       | |
|         | Гаврилов Иван Васильевич          | командир бригады                                               | гвардии | 31.05.1945       | погиб 26 апреля 1945 года в ходе уличных боёв при отражении контратаки противника, похоронен в Берлине в парке Тиргартен                                                              |
|         | Горбач Феодосий Родионович        | командир стрелкового отделения 2-го мотострелкового батальона  | гвардии | 31.05.1945       | 29 января 1945 года своим телом закрыл амбразуру вражеского ДЗОТа во время наступательного боя на подступах к селению Нойдорф                                                         |
|         | Гриболев Пётр Филиппович          | командир танкового взвода 67-го гвардейского танкового полка   | гвардии | 10.01.1944       | |
|         | Липатенков Фёдор Петрович         | командир бригады                                               | гвардии | 06.04.1945       | 21 января 1945 года был убит осколком немецкого снаряда, похоронен на Лычаковском кладбище во Львове                                                                                  |
|         | Подгорбунский Владимир Николаевич | командир взвода разведывательной роты                          | гвардии | 10.01.1944       | погиб 19 августа 1944 года во время разведывательного рейда в тыл противника, похоронен в местечке Дембно (Польша), позднее перезахоронен на кладбище братских могил города Сандомира |
|         | Садыхов Юсиф Мадат оглы           | командир орудия 3-й батареи артиллерийского дивизиона          | гвардии | 31.05.1945       | |

## Танкисты-асы
| Ф. И.О                       | Должность                                                    | Звание                    | Победы   | Типы танков          | Обстоятельства подвигов                                       |
| ---------------------------- | ------------------------------------------------------------ | ------------------------- | -------- | -------------------- | ------------------------------------------------------------- |
| Стороженко Василий Яковлевич | командир танковой роты 67-го танкового полка                 | гвардии старший лейтенант | 29       | T-28 Т-34-76 Т-34-85 | также много орудий, награждён двумя орденами Красного Знамени |
| Гриболев Пётр Филиппович     | командир танкового взвода 67-го гвардейского танкового полка | гвардии лейтенант         | более 20 | Т-34                 | из них — 6 САУ, также 1 бронепоезд.                           |

## Награды и почётные наименования
| Награда (наименование)                | Дата награждения                                                               | За что получена |
| ------------------------------------- | ------------------------------------------------------------------------------ | --- |
| Почётное звание «Гвардейская»         | присвоено приказом НКО СССР № 306 от 23 октября 1943 года.                     | за доблесть и мужество личного состава |
| Почётное наименование «Лодзинская»    | присвоено приказом Верховного главнокомандующего № 027 от 19 февраля 1945 года | за отличия в боях за овладение городами Лодзь, Кутно, Томашув (Томашов), Гостынин и Ленчица |
| орден Ленина                          | награждена указом Президиума Верховного Совета СССР от 5 апреля 1945 года      | за образцовое выполнение боевых заданий командования в боях с немецкими захватчиками при вторжении в пределы Бранденбургской провинции и проявленные при этом доблесть и мужество |
| орден Красного Знамени                | награждена указом Президиума Верховного Совета СССР от 23 октября 1943 года    | за образцовое выполнение заданий командования на фронте борьбы с немецкими захватчиками и проявленные при этом доблесть и мужество (унаследовала от 1-й механизированной бригады) |
| орден Суворова II степени             | награждена указом Президиума Верховного Совета СССР от 26 апреля 1945 года     | за образцовое выполнение заданий командования в боях с немецкими захватчиками при прорыве обороны немцев восточнее города Штаргард и овладении городами Бервальде, Темпельбург, Фалькенбург, Драмбург, Вангерин, Лабес, Фрайенвальде, Шифельбайн, Регенвальде, Керлин и проявленные при этом доблесть и мужество |
| орден Богдана Хмельницкого II степени | награждена указом Президиума Верховного Совета СССР от 18 апреля 1944 года.    | за образцовое выполнение заданий командования в боях с немецкими захватчиками в предгорьях Карпат, выход на нашу юго-западную государственную границу и проявленные при этом доблесть и мужество |

Также был удостоен наград и почётных наименований входивший в состав бригады
| 67-й гвардейский танковый Ярославский Краснознамённый, ордена Александра Невского полк | 67-й гвардейский танковый Ярославский Краснознамённый, ордена Александра Невского полк | 67-й гвардейский танковый Ярославский Краснознамённый, ордена Александра Невского полк                                                                                           |
| Награда (наименование)                                                                 | Дата награждения                                                                       | За что получена |
| -------------------------------------------------------------------------------------- | -------------------------------------------------------------------------------------- | --- |
| Почётное звание «Гвардейский»                                                          | присвоено приказом НКО СССР № 306 от 23 октября 1943 года.                             | за доблесть и мужество личного состава |
| Почётное наименование «Ярославский»                                                    | присвоено приказом Верховного главнокомандующего № 0257 от 10 августа 1944 года        | в ознаменование одержанной победы и отличия в боях за овладение городом Ярослав                                                                                                  |
| Орден Красного Знамени                                                                 | награждён указом Президиума Верховного Совета СССР от 1 сентября 1944 года             | образцовое выполнение заданий командования в боях с немецкими захватчиками при форсировании реки Вислы, за овладение городом Сандомир и проявленные при этом доблесть и мужество |
| Орден Александра Невского                                                              | награждён указом Президиума Верховного Совета СССР от 17 мая 1945 года                 | за образцовое выполнение заданий командования в боях с немецкими захватчиками при овладении городом и военно-морской базой Гдыня и проявленные при этом доблесть и мужество      |

## Послевоенная история
В июле 1945 года, на основании приказа НКО СССР № 0013 от 10 июня 1945 года, 19-я гвардейская механизированная бригада была переформирована в 19-й гвардейский механизированный полк в составе 8-й гвардейской механизированной дивизии.
В 1946 году 8-я дивизия была скадрована в 8-й гвардейский отдельный кадровый механизированный полк, а 19-й полк в гвардейский отдельный кадровый механизированный батальон. В 1949 году была вновь развёрнута 8-я гвардейская механизированная дивизия, а в её составе развёрнут 19-й гвардейский механизированный полк.
С 16 по 18 мая 1957 года, на основании директивы Главнокомандующего ГСВГ от 25 марта 1957 года, 8-я гвардейская механизированная дивизия была переформирована в 20-ю гвардейскую мотострелковую дивизию и переведена на новые штаты. В связи с этим 19-й гвардейский механизированный полк был переформирован в 241-й гвардейский мотострелковый полк (в/ч 60370).
В декабре 1963 года 241-й гвардейский мотострелковый полк был передан из состава 20-й гвардейской мотострелковой дивизии в состав 57-й гвардейской мотострелковой дивизии (в/ч 38860) 8-й гвардейской общевойсковой армии с местом дислокации — город Лейпциг.
В апреле 1993 года 57-я гвардейская мотострелковая дивизия была выведена с территории Германии в город Челябинск Уральского военного округа и расформирована, также был расформирован и входивший в её состав 241-й гвардейский мотострелковый полк.